# Международный день медсестёр

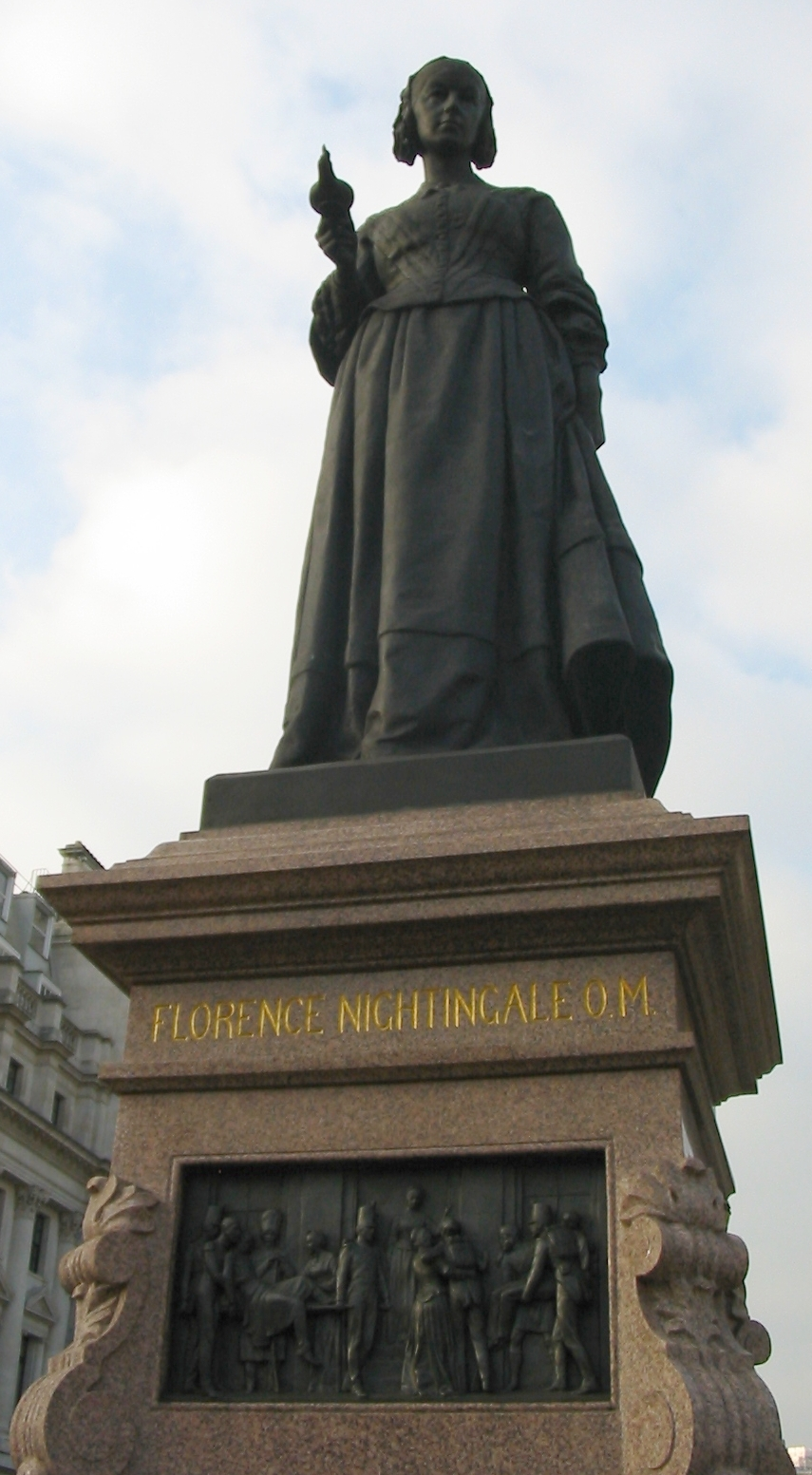
Памятник Флоренс Найтингейл в Лондоне

Международный день медсестёр (англ. International Nurses Day) — международный день отмечается ежегодно 12 мая, и проводится под эгидой Международного Совета медсестёр (МСМ, ICN).
Впервые идея празднования Дня медсестёр была высказана в 1953 году, но отмечаться этот международный день стал с 1965 года. В 1974 году Международный совет медсестёр (МСМ, ICN) принял решение отмечать Международный день медсестры 12 мая, в день рождения Флоренс Найтингейл, одной из основательниц службы сестёр милосердия.
Ежегодно к этому дню Международный совет медсестёр подготавливает информационные материалы, объявляет тематику и лозунг предстоящего празднования.

## Великобритания
В Великобритании Международный день медсестры отмечается 21 мая — в день рождения Элизабет Фрай, реформатора тюремной системы страны.

## Ежегодные темы
Ежегодные темы Международного дня медсестёр:
- 2024 год — «Наши медсестры. Наше будущее: влияние медпомощи на экономику»
- 2023 год — «Наши медсестры. Наше будущее»
- 2022 год — «Медсестры: меняем мир к лучшему»
- 2021 год — «Сестринское дело: голос лидера — видение будущего здравоохранения».
- 2020 год — «Сестринское дело: голос лидера — вести мир к здоровью».
- 2019 год — «Медицинские сестры: ведущий голос — здоровье для всех».
- 2018 год — «Медицинские сестры: голос лидера, здоровье — это право человека».
- 2017 год — «Сестринское дело: лидерство — достижение целей в области устойчивого развития».
- 2016 год — «Медицинские сестры: сила перемен — повышение устойчивости систем здравоохранения».
- 2015 год — «Медицинские сестры, движущая сила перемен: эффективны в уходе, эффективны в затратах»
- 2014 год — «Медицинские сестры: движущая сила перемен — жизненно важный ресурс в поддержку здоровья».
- 2013 год — «Преодоление разрыва: Цели развития тысячелетия. 8, 7, 6, 5, 4, 3, 2, 1».
- 2012 год — «Преодоление разрыва: от научных данных к доказательной сестринской практике».
- 2011 год — «Сокращая разрыв: повышение доступности и равенства».
- 2010 год — «Оказывая качественную помощь обществу, медицинские сёстры лидируют в помощи хроническим больным».
- 2009 год — «Обеспечивать качество на службе обществу: медицинские сёстры в авангарде инноваций».
- 2008 год — «Оказывая качественную помощь обществу, медицинские сёстры лидируют в первичном секторе здравоохранения».
- 2007 год — «Благоприятная производственная среда: качество условий труда = качество ухода за пациентами».
- 2006 год — «Достаточное кадровое обеспечение — условие безопасности пациента».
- 2005 год — «Медицинские сёстры за безопасность пациента — против поддельных медикаментов».